# 可樂餅

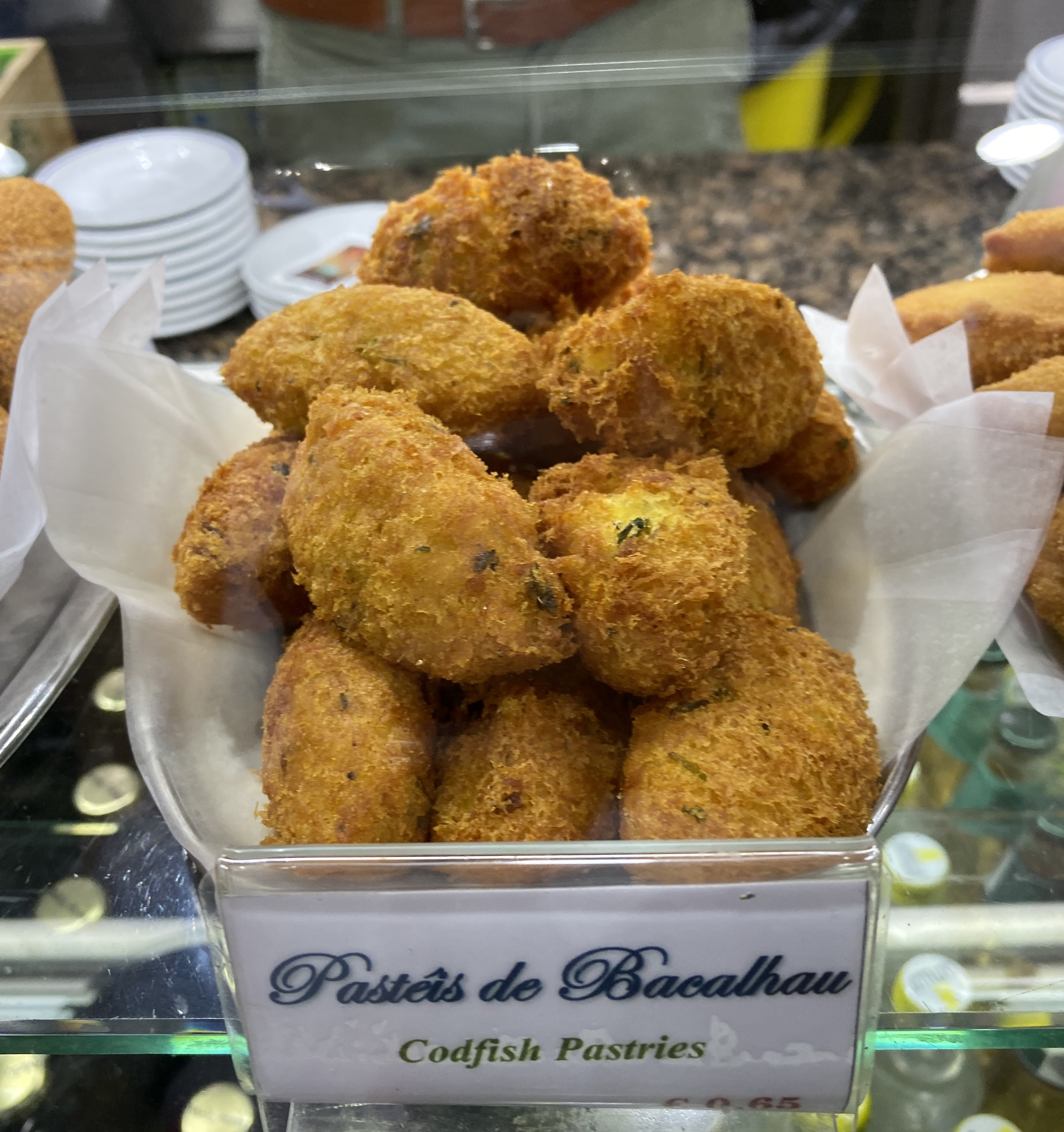
葡萄牙鳕鱼可乐饼（马介休球）

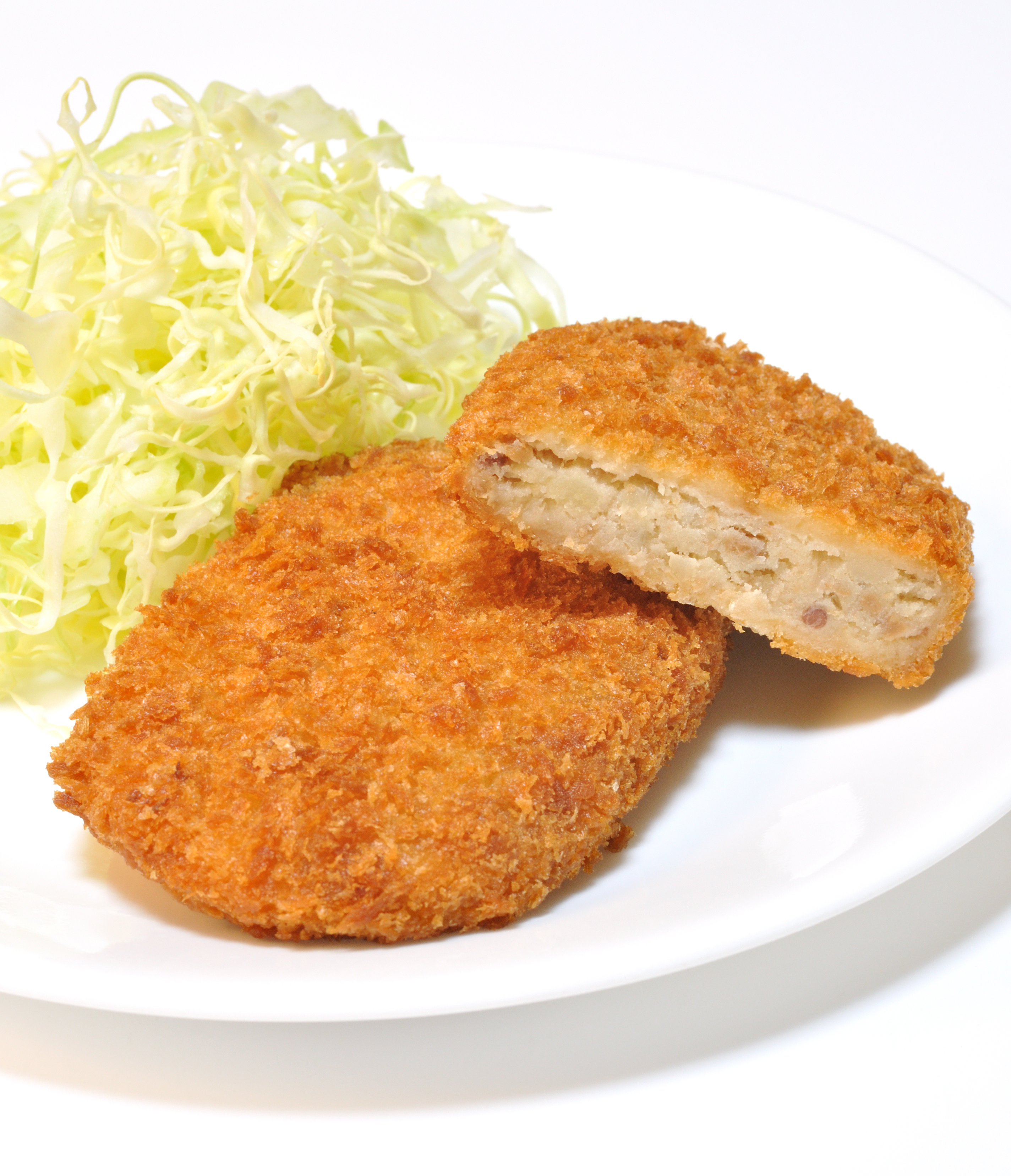
日式可樂餅（Korokke）

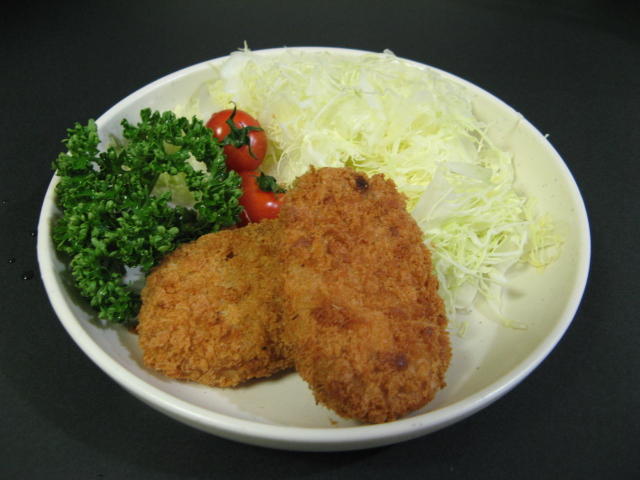
可樂餅可以拿來作為一種配菜

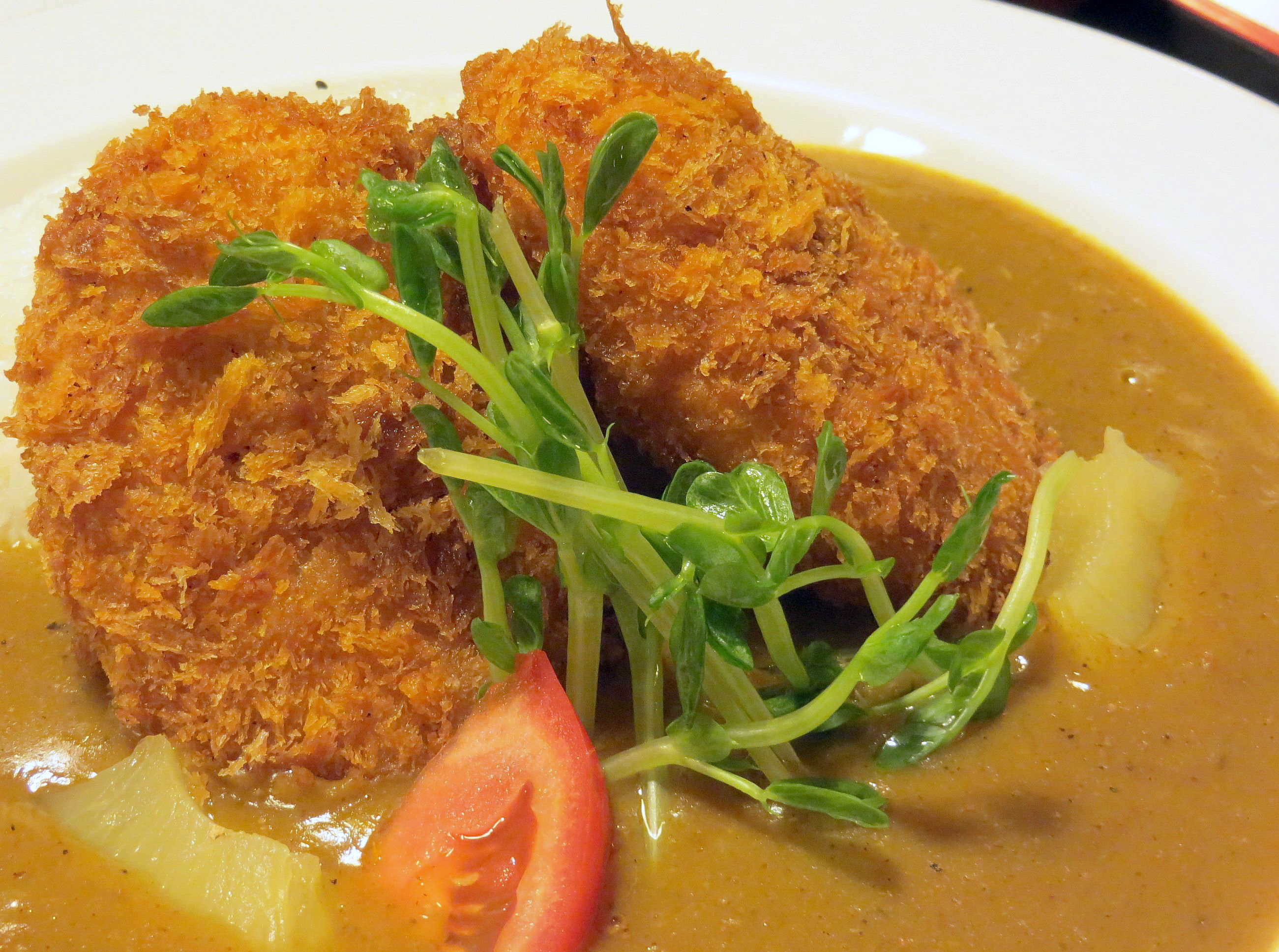
可樂餅搭配日式咖喱汁

可樂餅（法語：croquette），又稱吉樂餅，是一種起源於十六世紀法國的油炸食物，後來流傳並流行於世界各地（尤其是日式可樂餅）。制作方法為：將馬鈴薯煮軟弄成泥狀，並將其與各樣配料混合，揉成圓餅狀，沾上少許麵粉後刷上蛋汁，再裹上麵包糠以油炸烹調。配料包括絞肉、螃蟹肉、海鮮、洋蔥、蔬菜、咖哩等材料。

## 起源
可樂餅源自法國菜，其原文名稱croquette是從動詞「croquer」變化而來的，意思是咬下酥脆的食物時，齒間所發出的聲音。可樂餅外皮金黃酥脆，而该詞能够描述食用可樂餅的口感。法國可樂餅是魚肉、雞肉的絞肉等混合的油炸物。然而也有搗碎馬鈴薯並裹上麵包粉的油炸物。
可樂餅最早記載于1661年法皇路易十四御廚的手寫食譜，內餡以松露、牛羊內臟及奶油芝士搗碎混合製成，再裹上馬鈴薯泥和麵包糠后炸制。隨著波旁王朝於法國大革命倒台，可樂餅與其他所有法式宮廷菜成进入平民餐桌。隨著法國美食文化在歐洲的傳播，可樂餅也順理成章地傳到了歐陸各地，例如荷蘭也有叫作「kroket」的料理，不只有用白汁、亦有用馬鈴薯。
日本於明治維新期間大行西化，可樂餅作為西菜的一種從歐洲傳入日本，當時傳入的可樂餅口味为奶油味，到了大正時期和豬排、咖哩並稱日本三大洋食，豐富了日式料理的內涵，可樂餅也逐漸發展出各種口味。因此，當可樂餅透過日本飲食文化的擴展而傳入包括台灣在內的其他亞洲地區時，常被誤以為是正統的日式料理，殊不知其源自歐洲。

## 各國變體

### 荷蘭
在荷蘭也可以吃到可樂餅，荷蘭文的可樂餅寫成 「kroket」，是法文croquette 的荷式拼法。在荷蘭的飲食文化中，荷蘭人熱愛油炸食物，除了常吃的薯條外，可樂餅也是他們所喜愛的食物；荷式可樂餅除了荷蘭路邊的店家有賣，超市也有賣可樂餅。另外比較特別的是，荷蘭路邊的自動點心販賣機「snack automaat」裡面也有可樂餅這個選項。甚至荷蘭的麥當勞也有販賣稱作McKroket可樂餅漢堡。荷式可樂餅在外觀上，與日本、台灣的可樂餅形狀不同，荷蘭的可樂餅有很多種外觀，自動販賣機所賣的可樂餅大多為長條圓柱型，以方便拿取。
在烹飪方面，荷式可樂餅餡料的食材不受限制，可以選用冰箱里剩下的食材，例如剩下的燉牛肉、魚片、起司等。其中最經典的牛肉可樂餅（rundervleeskroket）是由燉牛肉與奶油白醬製成的，還有很受荷蘭人歡迎的爆漿起司可樂餅（kaassouffle）。荷式可樂餅也會加入當季的食材，例如蝦可樂餅（ganaarlkroket）和蘆筍可樂餅（aspergekroket）。最特別的是，在荷蘭可以吃到印尼炒飯可樂餅與炒麵可樂餅（nasikroket & bamikroket），酥脆的麵衣裡面包裹著貨真價實的麵與飯，這或許可能是印尼曾經為荷蘭的殖民地，荷蘭飲食文化也深受印尼料理影響的结果。还有一种可能是，在荷蘭，平時人們也吃炒飯炒麵料理，荷蘭人將法國和印尼料理結合成當地獨有風味的美食。此外荷式可樂餅除了可以單獨食用外，還可以搭配吐司食用：將壓平的可樂餅在平均對切的吐司上抹開，再抹上黃芥末醬。

### 西班牙
西班牙文的可樂餅寫成「croquetas」，是一種常見的家常食物以及下酒小菜(tapas)，西班牙可樂餅不是用馬鈴薯做的，而是用白醬Bechamel再加入其他餡料而制成的，餡料可以是雞肉、火腿肉、墨魚跟墨魚汁、鱈魚等等。

### 義大利
義大利文的可樂餅寫成「Crocchette」。義大利人的主食為米飯，常將米飯調味入味，但是食用方式很特別，他們將米飯和可樂餅結合製成米飯可樂餅，外型與荷式可樂餅很像，但義式可樂餅形狀比較短，也比較圓。

### 日本
詳見日式可樂餅（コロッケ，Korokke）。
從大正時代起，可樂餅開始成為常見的家庭料理，之後甚至在肉店都有可樂餅販售，最早紀錄是在昭和二年（1927年），銀座肉店Choshi首創兼賣可樂餅，所以現在日本街上的肉店、超市、可樂餅專賣店都有販售。可樂餅在日本可以做為咖哩飯的配菜(咖哩可樂餅飯)，也可以像三明治一樣夾入兩片麵包中間一起食用，甚至可搭配自製的醬汁或醬油食用。日式可樂餅的制作方式为：将馬鈴薯泥加入炒過的洋蔥和肉末，捏成圓柱狀再進行煎炸。馬鈴薯最好選用日本北海道产的男爵馬鈴薯，容易煮溶，適合用來製作可樂餅。日本常見口味的可樂餅有牛肉可樂餅、咖哩可樂餅、奶油可樂餅、蔬菜可樂餅、南瓜可樂餅。

## 法式與日式可樂餅不同之處
法式可樂餅不同於日式可樂餅，日式可樂餅內餡較多為馬鈴薯，法式可樂餅則多以肉為主體，分量紮實也更有飽足感，烘調采用一半煎一半炸的方式，樣式保留傳統，較少樣式上的變化。

## 書籍
日本的小說家村井弦齋在1903年的暢銷書《食道樂》中有記載可樂餅的食譜。